# Das verurteilte Dorf
Das verurteilte Dorf ist ein Propagandafilm der DEFA von Martin Hellberg aus dem Jahr 1952. Der Film, in dem sich bayerische Dorfbewohner gegen den Abbruch ihres Dorfes zugunsten eines US-amerikanischen Militärflugplatzes stellen, wurde 1953 mit dem Internationalen Weltfriedenspreis des von der Sowjetunion beeinflussten Weltfriedensrats ausgezeichnet und zählt zu den erfolgreichsten Filmen der DEFA.

## Handlung
Nach Jahren der sowjetischen Kriegsgefangenschaft kehrt der Bauer Heinz Weimann in sein kleines Dorf Bärenweiler in Bayern zurück. Seine einstige Geliebte Käthe ist inzwischen mit dem Bauern Fritz Vollmer verheiratet, was Heinz jedoch kaum berührt. Es ist ihm genug, wieder als Landwirt seine Felder bestellen zu können. Das Glück währt nur kurz, erreicht den Bürgermeister doch während des Erntefestes die Nachricht, dass die US-amerikanischen Militärbehörden Bärenweiler räumen lassen wollen, um auf dem Land einen Militärflugplatz zu errichten.
Der Bürgermeister will den Fall vor die Landesregierung tragen, wird jedoch abgewiesen, und auch der Dorfpfarrer kann den Bischof nicht zur Intervention bewegen. Die Einwohner beschließen, sich zu wehren, und organisieren friedliche Protestaktionen vor dem Regierungsgebäude, die von der Polizei gewaltsam niedergeschlagen werden. Das Dorf hält jedoch weiterhin zusammen. Nur Käthes Mann Fritz verlässt das Dorf. Er sieht im von Heinz Weimann organisierten Widerstand kommunistische Umtriebe, die er nicht zu unterstützen bereit ist. Weimann wiederum wird später wegen Widerstands gegen die Staatsgewalt verhaftet und zu einem Jahr Gefängnis verurteilt.
Bärenweiler hat inzwischen zwar moralische Unterstützung aus der gesamten Bundesrepublik erhalten, so machen ihnen Ruhrpottkumpel und Hamburger Werftarbeiter, selbst Bürger der DDR Mut, doch bringt das die US-amerikanische Militärregierung nicht zum Umdenken. Bald erscheinen Militärpolizisten, um das Dorf zu räumen. Auf das Sturmläuten der Dorfkirchenglocken hin kommen die Einwohner benachbarter Dörfer und die Arbeiter der Stadt in Bärenweiler zusammen. Gemeinsam streiken sie gegen die Räumung des Dorfes. Am Ende zieht sich das US-Militär unverrichteter Dinge zurück, und Bärenweiler ist gerettet.

## Produktion
Das Drehbuch zu Das verurteilte Dorf verfassten Jeanne Stern und Kurt Stern, nachdem sie von einem ähnlichen Fall im fränkischen Ort Hammelburg in der Zeitung gelesen hatten. Regisseur Falk Harnack weigerte sich jedoch, das „schablonenhafte Buch der DEFA“ zu realisieren und wurde nach weiteren Absagen anderer Regisseure durch Martin Hellberg ersetzt, der bis dahin als Generalintendant der Staatstheater Dresden tätig gewesen war und keine Filmerfahrung besaß. Hellberg schrieb Teile des Drehbuchs um, das nun deutlich pathetischer wurde.
Der in der Dramaturgie von Martha Fürmann geschaffene Film entstand im Studio Babelsberg sowie im Althoff-Atelier mit Außenaufnahmen aus der Mark Brandenburg. Die Bauten schufen Wilhelm Vorwerg und Alfred Schulz, Produktionsleiter war Adolf Fischer. Das verurteilte Dorf erlebte am 15. Februar 1952 zeitgleich im Berliner Babylon und im DEFA-Filmtheater Kastanienallee seine Premiere. Mit 3,7 Millionen Zuschauern wurde Das verurteilte Dorf einer der 50 erfolgreichsten Filme der DEFA.

## Kritik
Das verurteilte Dorf galt mit deutlich agitatorischen Zügen als „DEFA-Prestigeprojekt“ und wurde in der Presse der DDR entsprechend gelobt: Martin Hellberg habe „das Muster des Films, den wir heute brauchen“ geschaffen. Eine verzerrende Darstellung wurde dabei verneint: „Besonders lehrreich ist auch die Anlage der US-amerikanischen Eindringlinge, die ohne schablonierte Verzeichnung der Wahrheit entsprechend verkörpert werden und in jedem Patrioten den Haß hervorrufen, den sie verdienen.“ Der Spiegel schrieb 1952, dass die US-Amerikaner im Film „wie veritable Gangster aussehen“.
Rückblickend „ist der Film heute vor allem als Zeitdokument bedeutend“, der die damals reale Angst vor einem dritten Weltkrieg widerspiegele. Verfälschend wirke er jedoch, da er „in völliger Verkennung der Realität eine revolutionäre Situation in der Bundesrepublik [beschwor]“.
Das Lexikon des internationalen Films schrieb zu Das verurteilte Dorf:

„Die mit inszenatorischem Geschick gestaltete Geschichte einer späten Vertreibung und einer frühen Protestaktion wird zu einem lupenreinen Propagandafilm genutzt: Der volksnahe Pfarrer steht gegen den dem Kapitalismus verfallenen Bischof, das aufrechte Volk gegen die kriecherische Regierung. Ein Film aus dem Kalten Krieg, der eine antikapitalistische und antiamerikanische Volksfront im deutschen Westen heraufbeschwört und Aufschluss über die Machart und Wirkungsweise von Demagogie liefern kann. Zeitgeschichtlich hoch interessant.“

## Auszeichnungen
Albert Garbe, Martin Hellberg, Karl Plintzner, Kurt und Jeanne Stern sowie Eduard von Winterstein wurden für den Film mit dem Nationalpreis I. Klasse ausgezeichnet.
Das verurteilte Dorf erhielt 1952 auf dem Internationalen Filmfestival Karlovy Vary den Friedenspreis. Im folgenden Jahr wurden Martin Hellberg, Kurt Stern und Jeanne Stern mit dem Internationalen Weltfriedenspreis ausgezeichnet.

## Auswirkungen auf die Politik in der DDR
Während der Film in den DDR-Kinos lief, wurden zwischen dem 5. und 8. Juni 1952 mehrere Tausend Menschen in der DDR aus dem Grenzraum zwangsausgesiedelt. In Abwehr verbarrikadierten die Bewohner von Streufdorf ihr Dorf. Als Polizeistaffeln und Wasserwerfer den Aufstand zu beenden versuchten, soll der ebenfalls von der Zwangsaussiedlung betroffene Bürgermeister gerufen haben: „Denkt an den Film Das verurteilte Dorf“.